# Bihar Sharif
Bihar Sharif è una suddivisione dell'India, classificata come municipality, di 231.972 abitanti, capoluogo del distretto di Nalanda, nello stato federato del Bihar. In base al numero di abitanti la città rientra nella classe I (da 100.000 persone in su).

## Geografia fisica
La città è situata a 25° 10' 60 N e 85° 31' 0 E e ha un'altitudine di 50 m s.l.m.

## Società

### Evoluzione demografica
Al censimento del 2001 la popolazione di Bihar Sharif assommava a 231.972 persone, delle quali 121.813 maschi e 110.159 femmine. I bambini di età inferiore o uguale ai sei anni assommavano a 36.264, dei quali 18.897 maschi e 17.367 femmine. Infine, coloro che erano in grado di saper almeno leggere e scrivere erano 139.060, dei quali 81.346 maschi e 57.714 femmine.